# Couvent hospitalier
Le couvent a pris dans l'ordre de Saint-Jean de Jérusalem plusieurs sens. Dès l'origine de l'Ordre, le terme recouvre l'ensemble des frères de l'Hôpital de Jérusalem. Ensuite par métonymie le terme désigne le lieu de vie des frères, il est alors en concurrence avec celui de Collachium. Le couvent à Jérusalem et à Saint-Jean-d'Acre est une réalité topographique puisque les frères résident dans un même lieu jouxtant le xenodochium, en même temps hostel, hospice et hospital. À Rhodes et à Malte, le couvent désigne le groupe des dignitaires de l'Ordre, sous l'autorité des baillis conventuels, qui élit le grand maître et arbitrait avec celui-ci les principales affaires de l'Ordre par opposition au Collachium qui est alors la partie de la ville de Rhodes, de Birgu puis de La Valette à Malte, réservé aux frères, où sont regroupés l'église conventuelle et les auberges des langues.

## Sources
- Nicole Bériou (dir. et rédacteur), Philippe Josserand (dir.) et al. (préf. Anthony Luttrel & Alain Demurger), Prier et combattre : Dictionnaire européen des ordres militaires au Moyen Âge, Fayard, 2009, 1029 p. (ISBN 978-2-2136-2720-5, présentation en ligne)